# Rich King
Thomas Richard King (Lincoln, 4 april 1969) is een Amerikaans voormalig basketballer en basketbalcoach.

## Carrière
King speelde collegebasketbal voor de Nebraska Cornhuskers van 1987 tot 1991. Hij werd in 1991 gedraft door de Seattle SuperSonics als veertiende in de eerste ronde. Hij speelde bij de SuperSonics van 1991 tot 1995 maar kwam maar weinig in actie door een achtereenvolging van blessures. Hij tekende in 1991 een vierjarig contract met als waarde 2,8 miljoen dollar maar in 1995 wist hij geen nieuw contract te krijgen. 
Eind september 1995 werd hij opgenomen in de selectie voor trainingskampen van de Utah Jazz en had try-outs bij de Minnesota Timberwolves. Hij werd begin oktober niet opgenomen in de selectie van de Jazz. Hij wist wel een kans te krijgen bij de Minnesota Timberwolves en speelde voor hen in de voorbereidingswedstrijden. Zijn contract werd echter eind oktober voor de start van het seizoen ontbonden door de Timberwolves.
Hij tekende in januari 1996 bij de Sioux Falls Skyforce uit de Continental Basketball Association. In februari 1996 brak hij zijn hand en miste opnieuw meerdere wedstrijden en keerde begin maart 1996 terug. In juli 1996 kreeg hij een kans in het zomerkamp van de Philadelphia 76ers. Hij speelde ook in de Rocky Mountain Revue voor de Chicago Bulls en in de NBA Summer Showcase voor de Minnesota Timberwolves. Eind september 1996 leek het erop dat hij zou tekenen bij de Milwaukee Bucks maar hij tekenende uiteindelijk bij de Denver Nuggets. Hij geraakte echter geblesseerd in training en miste de voorbereidingswedstrijden maar haalde wel de uiteindelijke selectie. Begin november 1996 werd hij samen met Keith Jennings op de injured reserve list geplaatst door de Nuggets door een knieblessure. Op 20 november 1996 werd zijn contract ontbonden zonder voor de Nuggets te hebben gespeeld.
Midden februari 1997 zou hij opnieuw tekenen bij de Sioux Falls Skyforce als vervanger van de vertrokken Horacio Llamas maar hij was nog niet volledig hersteld van zijn knieoperatie en werd na twee wedstrijden op de geblesseerden lijst geplaatst. In november 1997 tekende hij opnieuw bij de Skyforce en nam ook deel aan het trainingskamp vooraf. In december 1997 geraakte hij opnieuw geblesseerd, hij werd eind februari op de inactieve lijst geplaatst maar begin maart 1998 opnieuw naar de geblesseerde lijst maar zou het seizoen niet meer in actie komen nadat hij in april een operatie onderging aan zijn rug.
In de zomer van 1998 besloot King om opnieuw te gaan studeren waardoor hij in het seizoen 1998/99 niet speelde. Begin oktober 1999 tekende hij bij de Vancouver Grizzlies maar eind oktober werd zijn contract al ontbonden samen met dat van Stephen Jackson en Antwain Smith. In 2001 werd hij opgenomen in de NIU Sports Hall of Fame. In 2003 werd hij assistent-coach van de Sioux Falls Skyforce onder hoofdcoach Trevor Gleeson. In december 2003 keerde hij ook terug het veld op als speler na het vertrek van Silas Mills naar China en de blessure van Roy Tarpley. In februari 2004 was hij weer speler af.

## Erelijst
- CBA-kampioen: 1996
- NIU Sports Hall of Fame: 2001

## Statistieken

### Regulier seizoen
| Seizoen  | Team                | WG | WS | MPW | 2P%  | 3P% | FW%   | RPW | APW | SPW | BPW | PPW |
| -------- | ------------------- | -- | -- | --- | ---- | --- | ----- | --- | --- | --- | --- | --- |
| 1991/92  | Seattle SuperSonics | 40 | 2  | 5,3 | 38,0 | 0,0 | 75,6  | 1,2 | 0,3 | 0,1 | 0,1 | 2,2 |
| 1992/93  | Seattle SuperSonics | 3  | 0  | 4,0 | 40,0 | –   | 100,0 | 1,7 | 0,3 | 0,0 | 0,0 | 2,0 |
| 1993/94  | Seattle SuperSonics | 27 | 0  | 2,9 | 44,1 | 0,0 | 50,0  | 0,7 | 0,3 | 0,0 | 0,1 | 1,5 |
| 1994/95  | Seattle SuperSonics | 2  | 0  | 3,0 | 0,0  | –   | 0,0   | 0,0 | 0,0 | 0,0 | 0,0 | 0,0 |
| Carrière | Carrière            | 72 | 2  | 4,3 | 39,3 | 0,0 | 66,2  | 1,0 | 0,3 | 0,1 | 0,1 | 1,9 |